# Fabio Capello
Fabio Capello (San Canzian d'Isonzo, 18 juni 1946) is een Italiaans voormalig voetballer en voetbaltrainer.

## Spelerscarrière

### SPAL

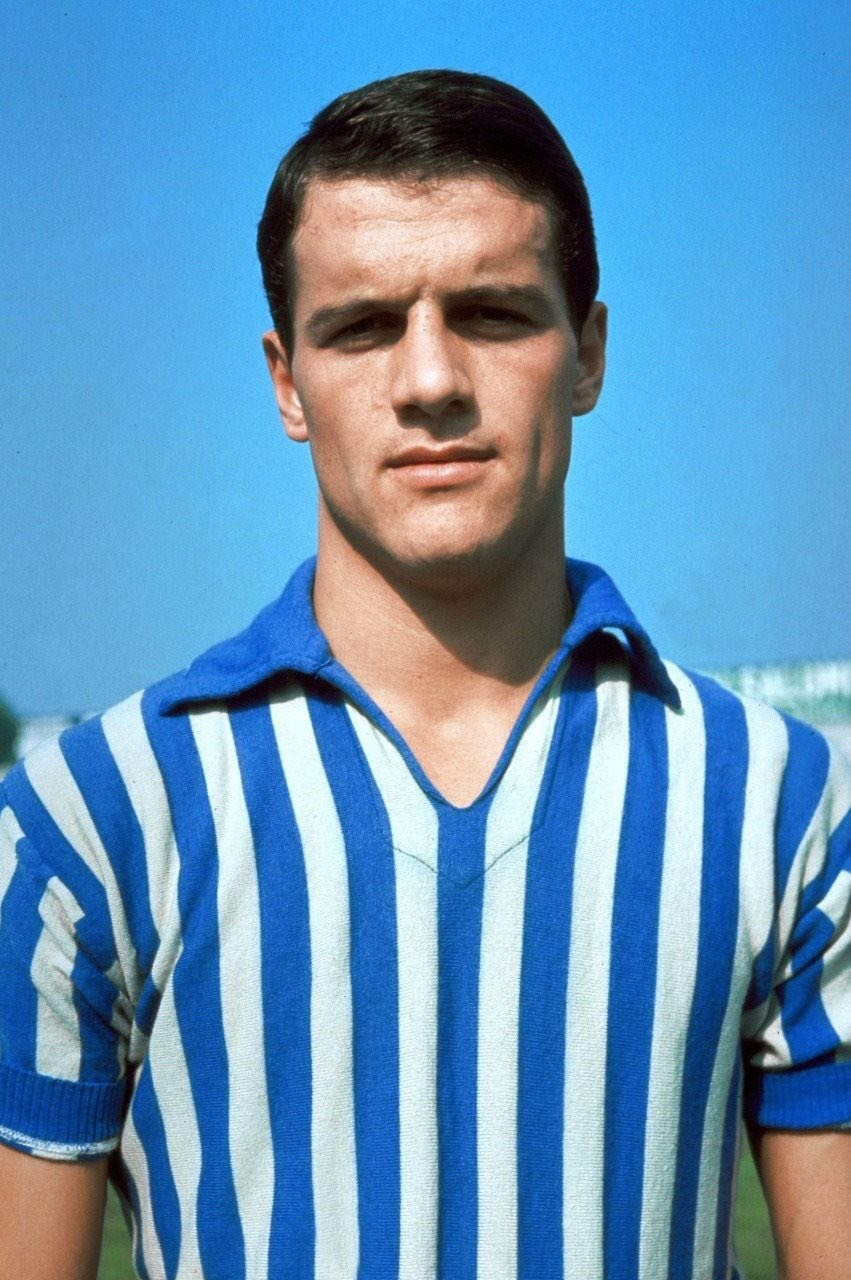
Capello als speler van SPAL (1966).

Fabio Capello begon bij de jeugd van Pieris, een bescheiden voetbalclub in de buurt van zijn geboorteplaats San Canzian d'Isonzo. Zijn vader Guerrino was er jeugdcoach. In 1962 werd de stevige middenvelder ontdekt door oud-voetbalcoach Paolo Mazza, die hem naar SPAL 1907 leidde. De club betaalde 2 miljoen lire (zo'n €1.000) voor Capello, die al snel indruk maakte bij de jeugd. Op 29 maart 1964 maakte hij zijn officieel debuut in het eerste elftal. De 18-jarige middenvelder mocht toen meespelen in een duel tegen Sampdoria.
In 1965 degradeerde SPAL naar de Serie B, maar een jaar later keerde de club terug op het hoogste niveau. Vanaf dan werd Capello een vaste waarde. Met zijn enorme duelkracht en uitstekende passing groeide hij uit tot de spelverdeler van het team.

### AS Roma
Een blessure aan de linkerknie zorgde ervoor dat hij in het seizoen 1966/67 minder aan spelen toekwam. Desondanks nam AS Roma hem in de zomer van 1967 voor een bedrag van 260 miljoen lire (zo'n €134.000) over van SPAL. Capello maakte meteen indruk bij Roma en loodste het team in de eerste acht wedstrijden van het seizoen naar de eerste plaats. Nadien raakte hij opnieuw geblesseerd aan de linkerknie waardoor hij de rest van het seizoen miste.  Roma zakte vervolgens terug naar de tiende plaats. In 1968 nam coach Helenio Herrera het roer over en won Capello met Roma zijn eerste grote trofee. De club veroverde in 1969 voor de tweede keer in haar geschiedenis de Coppa Italia. Een seizoen later bereikte Roma de halve finale van de Europacup II, waarin het na het tossen van een muntstuk werd uitgeschakeld door het Poolse Górnik Zabrze.

### Juventus
In 1970 werd de inmiddels 24-jarige Capello verkocht aan Juventus. De middenvelder kende er een moeilijke start nadat hij coach Armando Picchi bekritiseerd had op dezelfde dag dat er bij Picchi kanker was vastgesteld. Op aandringen van de trainer zelf werd Capello niet geschorst door de club en hoefde hij enkel een boete te betalen. In 1971 werd Picchi opgevolgd door Cestmír Vycpálek en kreeg Capello een belangrijkere rol binnen het team. Zo mocht hij mee de tactiek bepalen voor de finale van de Jaarbeursstedenbeker, waarin Juventus na twee gelijke spelen zijn meerdere moest erkennen in het Engelse Leeds United. Capello scoorde in de heenwedstrijd in Turijn ook een doelpunt.
De club domineerde begin jaren 70 het Italiaanse voetbal en veroverde in vier jaar drie landstitels (1972, 1973, 1975). In 1973 bereikte de club ook de finale van de Europacup I. In die finale verloor Juventus met het kleinste verschil van Ajax, dat zo voor de derde keer op rij de beker met de grote oren in ontvangst mocht nemen. Datzelfde jaar verloor Juventus na strafschoppen ook de finale van de Coppa Italia. Twee jaar later leek Juventus op weg om de UEFA Cup aan haar erelijst toe te voegen, maar Capello en zijn ploegmaats werden in de halve finale uitgeschakeld door FC Twente.

### AC Milan
Na zes succesvolle seizoenen bij Juventus begon het bestuur zich zorgen te maken over de knieblessures van Capello. De 30-jarige middenvelder mocht in 1976 naar AC Milan vertrekken. In ruil kreeg Juventus oud-speler Romeo Benetti terug en een bedrag van 100 miljoen lire (zo'n €52.000). Capello veroverde in zijn eerste seizoen voor de Rossoneri meteen de beker. Vanaf 1978 kwam Capello door blessureleed nog amper aan spelen toe. In 1979 veroverde hij met Milan zijn laatste landstitel, een jaar later zette hij een punt achter zijn spelerscarrière.

## Statistieken
| Seizoen | Club      | Competitie | Wed. | Goals |
| ------- | --------- | ---------- | ---- | ----- |
| 1963/64 | SPAL 1907 | Serie A    | 4    | 0     |
| 1964/65 | SPAL 1907 | Serie B    | 9    | 0     |
| 1965/66 | SPAL 1907 | Serie A    | 20   | 1     |
| 1966/67 | SPAL 1907 | Serie A    | 16   | 2     |
| 1967/68 | AS Roma   | Serie A    | 11   | 1     |
| 1968/69 | AS Roma   | Serie A    | 25   | 6     |
| 1969/70 | AS Roma   | Serie A    | 26   | 4     |
| 1970/71 | Juventus  | Serie A    | 27   | 5     |
| 1971/72 | Juventus  | Serie A    | 29   | 9     |
| 1972/73 | Juventus  | Serie A    | 27   | 3     |
| 1973/74 | Juventus  | Serie A    | 27   | 4     |
| 1974/75 | Juventus  | Serie A    | 28   | 3     |
| 1975/76 | Juventus  | Serie A    | 27   | 3     |
| 1976/77 | AC Milan  | Serie A    | 26   | 1     |
| 1977/78 | AC Milan  | Serie A    | 28   | 3     |
| 1978/79 | AC Milan  | Serie A    | 8    | 0     |
| 1979/80 | AC Milan  | Serie A    | 3    | 0     |
| TOTAAL  | TOTAAL    | TOTAAL     | 341  | 45    |

## Nationale ploeg
In 1972 werd Capello, die toen voor Juventus uitkwam, voor het eerst geselecteerd voor het Italiaans voetbalelftal. De centrale middenvelder kwam vanaf dan regelmatig in actie voor de Azzurri. Op 14 november 1973 versloeg Italië voor het eerst in haar geschiedenis Engeland. In Wembley Stadium werd het 0-1 voor Italië na een doelpunt van Capello. Hij noemde het later het hoogtepunt van zijn carrière.
Een jaar later mocht Capello ook mee naar het WK 1974 in West-Duitsland. Italië overleefde de groepsfase niet en mocht al na de eerste ronde naar huis. Capello scoorde een doelpunt in het duel tegen groepswinnaar Polen, dat door Italië met 2-1 verloren werd.
Italië plaatste zich ook voor het WK 1978 in Argentinië. Maar Capello mocht van bondscoach Enzo Bearzot niet mee naar Zuid-Amerika. Bearzot gaf de voorkeur aan onder meer de verdedigend ingestelde middenvelder Marco Tardelli.
Capello speelde in totaal 32 interlands voor Italië, waarin hij 8 keer trefzeker was.

## Trainerscarrière

### Beginjaren
Na het beëindigen van zijn spelerscarrière ging Capello aan de slag als jeugdcoach van AC Milan. In die functie kreeg hij talentvolle jongeren als Paolo Maldini en Alessandro Costacurta onder zijn hoede. In die dagen was hij ook voetbalanalist voor zender TV SPW. Vanaf 1987 maakte hij de overstap naar het eerste elftal van Milan, waar toen clublegende Nils Liedholm hoofdtrainer was. Capello werd de assistent van Liedholm, die van 1977 tot 1979 ook coach was van Capello bij Milan. Aan het einde van het seizoen 1986/87 werd Liedholm aan de deur gezet. Capello werd vervolgens gepromoveerd tot interim-coach en loodste Milan door de zes laatste wedstrijden van het seizoen. Onder zijn leiding veroverde de club een Europees ticket.
Ondanks die prestatie moest Capello een stap opzij zetten. Clubeigenaar Silvio Berlusconi stelde Arrigo Sacchi aan als nieuwe trainer. Capello was in de jaren 80 ook werkzaam in Coverciano, het sportcentrum van de Italiaanse voetbalbond. Als algemeen directeur had hij er de leiding over tal van sporten, waaronder hockey, honkbal en rugby.

### AC Milan
In 1991 werd Arrigo Sacchi, die met Milan onder meer een landstitel en twee keer de Europacup I had gewonnen, aan de deur gezet. De succesvolle coach was op het gebied van transfers en financiën te veeleisend geworden en werd vervangen door Capello, die een goede band had met Berlusconi en volgzamer was dan Sacchi. Capello veranderde weinig aan de speelwijze van Milan, maar gaf de aanvallers van de Rossoneri wel meer vrijheid. Op het middenveld verving hij de 32-jarige Carlo Ancelotti door opkomend talent Demetrio Albertini. In zijn eerste seizoen als hoofdcoach werd Milan meteen kampioen.
Met spelers als Marco van Basten, Ruud Gullit, Frank Rijkaard, Paolo Maldini, Jean-Pierre Papin, Daniele Massaro, Marco Simone en Marcel Desailly beschikte Capello over zoveel topspelers dat hij als een van de eerste coaches een rotatiesysteem invoerde. Op tactisch vlak koos Capello steevast voor een 4-4-2, met twee verdedigend ingestelde centrale middenvelders zodat de flanken meer aanvallend konden denken. Deze twee centrale middenvelders waren Albertini en Rijkaard. Na het vertrek van Rijkaard in 1993 nam Desailly zijn plaats op het middenveld over. Capello's aanpak rendeerde en leverde de club ook in 1993 en 1994 de landstitel op. De club bereikte begin jaren 90 ook drie keer op rij de finale van de UEFA Champions League. In 1993 verloor Milan met 1-0 van het Olympique Marseille van Raymond Goethals. Een jaar later versloeg Milan in de finale het FC Barcelona van Johan Cruijff met 4-0. In 1995 stond het team van Capello opnieuw in de finale, maar verloor het met 1-0 van Ajax. In 1996 veroverde Milan zijn vierde landstitel onder Capello.

### Real Madrid
In 1996 tekende Capello een contract bij Real Madrid. De Italiaanse trainer volgde er Arsenio Iglesias op en mocht tijdens de zomer kleppers als Roberto Carlos, Davor Šuker, Clarence Seedorf, Predrag Mijatović, Zé Roberto en Bodo Illgner verwelkomen. Tijdens de winterstop haalde hij ook nog Panucci weg bij zijn ex-club.
Capello moest in zijn team een plaats vinden voor drie aanvallers: Raúl, Šuker en Mijatović. Hij loste het probleem op door met een driemansaanval te spelen, hoewel hij bekendstond om zijn behouden aanpak. Een veel gebruikte tactiek onder Capello was de lange bal van verdediger Fernando Hierro, die zo de opkomende linksachter Roberto Carlos lanceerde. Real Madrid werd in 1997 kampioen, maar toch mocht Capello vertrekken. Hij had een slechte relatie met voorzitter Lorenzo Sanz en lag niet goed bij de supporters omdat hij publiekslieveling Raúl naar de linkerflank had verdrongen.

### Terug naar Milan
In 1997 keerde Capello terug naar AC Milan, dat in zijn afwezigheid geen prijzen had veroverd. Capello stelde vast dat heel wat spelers die begin jaren 90 aan de basis lagen van het succes van de club vertrokken waren of niet langer in topvorm verkeerden. In de zomer van 1997 haalde hij onder meer Patrick Kluivert, Winston Bogarde, André Cruz, Leonardo en Christian Ziege naar Milaan, maar ook de jonge talenten kregen het team niet op de rails. Milan won slechts 11 wedstrijden in het seizoen 1997/98, met als dieptepunt de 4-1 nederlaag tegen rivaal Juventus. Capello werd in dat duel naar de tribune verwezen omdat hij een scheidsrechterlijke beslissing had betwist. Milan bereikte nog wel de finale van de Coppa Italia, maar verloor daarin over twee wedstrijden met 3-2 van Lazio Roma. Na het seizoen mocht Capello opstappen. Zijn opvolger Alberto Zaccheroni veroverde in 1999 de landstitel, waarna Capello stelde dat zijn opvolger kampioen was geworden met "zijn elftal".

### AS Roma
Na zijn ontslag bij Milan zat Capello even zonder club en was hij werkzaam als co-commentator voor een Italiaanse televisiezender. In mei 1999 ging hij aan de slag bij zijn ex-club AS Roma, dat ook Franco Baldini aanstelde als sportief directeur.
Capello bouwde een elftal rond spits Marco Delvecchio, maar probeerde ook om nog een andere aanvaller aan te trekken. Ruud van Nistelrooy leek lange tijd op weg naar Roma, maar de transfer sprong af door een ernstige blessure van de Nederlander. In Capello's eerste seizoen bij Roma eindigde de club op een teleurstellende zesde plaats, terwijl stadsrivaal Lazio kampioen werd.
In 2000 haalde Capello met Gabriel Batistuta en Walter Samuel twee Argentijnse topspelers naar Rome, maar ook dat zorgde niet meteen voor een kentering. Er braken supportersrellen uit, maar Capello behield het vertrouwen van het bestuur. Onder impuls van de Braziliaanse middenvelder Emerson begon het team steeds beter te spelen. Roma won zo in 2001 alsnog de landstitel. In die dagen werd Capello ook meermaals genoemd als de opvolger van Alex Ferguson, toenmalig coach van Manchester United. De geruchten werden enkel sterker toen Capello ook een ontmoeting had met Martin Edwards, de voorzitter van de Engelse topclub. Ferguson ging uiteindelijk niet met pensioen en dus bleef Capello in Rome.
In 2002 streed Roma samen met Juventus om de titel. Na een geladen duel tussen beide clubs bekritiseerde Capello de familie Moggi, die aan het hoofd stond van de club uit Turijn, en hun omgang met spelersmakelaars. Juventus werd uiteindelijk kampioen met een punt voorsprong op Roma. In het daaropvolgende seizoen raakte Roma niet verder dan een achtste plaats. Het bereikte wel de bekerfinale, maar verloor daarin van AC Milan. In de heenronde van het seizoen 2003/04 haalde Roma een beter spelniveau. Het won de topwedstrijden tegen Internazionale en Juventus op overtuigende wijze. Daardoor werd Capello gelinkt aan Juventus, ondanks zijn slechte relatie met Luciano Moggi. Omdat Capello vond dat hij bij Roma het hoogst haalbare had bereikt, begon hij een overstap naar Turijn te overwegen. Roma zakte nadien weg en werd uiteindelijk vicekampioen met 11 punten achterstand op Milan.

### Juventus
In 2004 belandde Capello bij Juventus, ondanks zijn voorgeschiedenis met de familie Moggi. In zijn zog volgde Emerson. Door de transfer van de Braziliaanse middenvelder werd Capello door aanhangers van Roma beschouwd als een verrader.
Met spelers Alessandro Del Piero, Zlatan Ibrahimović, David Trezeguet, Pavel Nedved, Lilian Thuram, Fabio Cannavaro en Gianluigi Buffon beschikte Capello over een uitstekend elftal. In Italië stond er dan ook geen maat op de Oude Dame. Capello leidde Juventus in zowel 2005 als 2006 naar de landstitel. In die twee seizoenen bereikte de club ook telkens de kwartfinale van de Champions League. Later werden de twee titels ingetrokken omdat Juventus betrokken was bij een grootschalig omkoopschandaal. Toen het schandaal in juli 2006 aan het licht kwam, stapte Capello op. Vanaf dan werd hij gelinkt aan een terugkeer naar Madrid.

### Terug naar Real

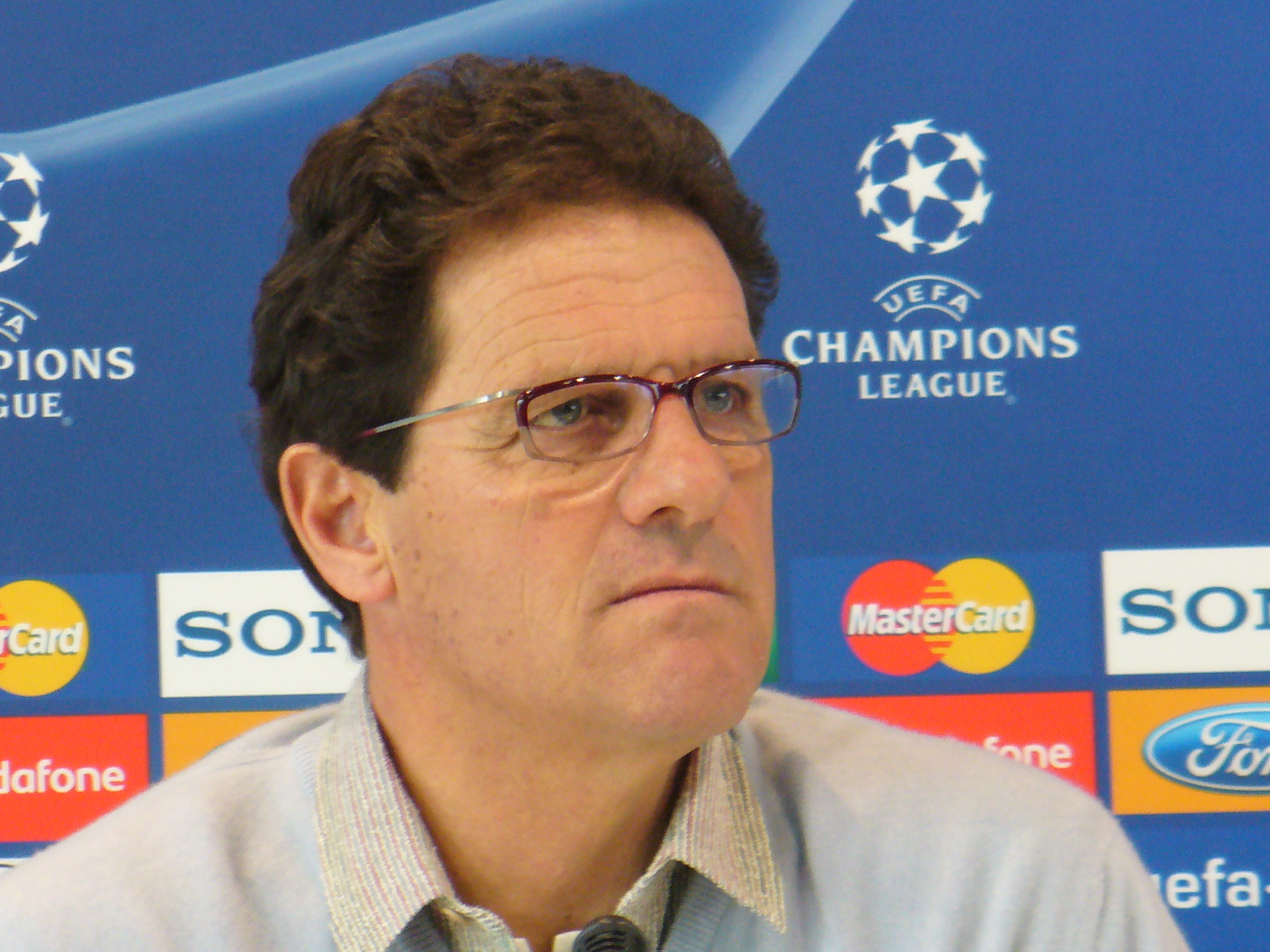
Capello als coach van Real Madrid (2007).

Op 5 juli 2006, tien jaar na zijn eerste doortocht bij de Koninklijken, keerde Capello terug naar Real Madrid. De club was al sinds 2003 op zoek naar een nieuwe landstitel. Capello beloofde bij zijn aanstelling dat hij het team kampioen zou maken.
Maar Capello kende een moeilijke start. Sterspeler David Beckham werd aan de kant geschoven omdat er problemen waren met zijn contractonderhandelingen. Zijn plaats in het elftal werd ingenomen door José Antonio Reyes. Ronaldo werd dan weer naar de bank verwezen omdat hij niet fit genoeg was. Ook met zijn landgenoot Antonio Cassano waren er strubbelingen. Capello en Cassano kenden elkaar nog van bij AS Roma, maar ook toen hadden de twee geen goede relatie.
Real werd opnieuw snel uitgeschakeld in de Champions League en zakte in de competitie af naar de vierde plaats, op zes punten van leider Barcelona. In februari 2007 doken de eerste geruchten over een mogelijk ontslag op. Nadien keerde Beckham terug in het elftal en begon het team minder wisselvallig te presteren. Real zette een goede reeks neer en haalde Barcelona in. Op de laatste speeldag won Real haar 30e landstitel na een 3-1 zege tegen RCD Mallorca. Desondanks werd Capello op 28 juni 2007 ontslagen.

### Bondscoach Engeland

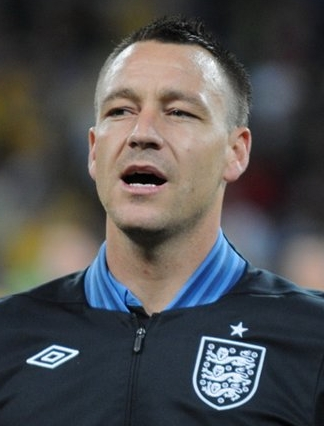
Toen John Terry in februari 2012 zijn aanvoerdersband moest inleveren na beschuldigingen van racisme stapte Capello op als bondscoach van Engeland.

Op 14 december 2007 werd Capello aangesteld als bondscoach van Engeland. Hij volgde de in november ontslagen Steve McClaren op. De Italiaan was na Sven-Göran Eriksson de tweede buitenlander die Engeland mocht leiden. Capello noemde de functie een droom en beloofde meteen Engels te leren. FIFA-voorzitter Sepp Blatter zei na de aanstelling van Capello dat "het verrassend was dat het vaderland van het voetbal de heilige wet of het geloof dat de bondscoach dezelfde nationaliteit als zijn spelers moet hebben, had genegeerd."
Op 6 februari 2008 maakte Capello in het Wembley Stadium zijn officieel debuut als bondscoach. Engeland nam het toen op tegen Zwitserland. In september 2008 begon hij met Engeland aan de kwalificatiecampagne voor het WK 2010 in Zuid-Afrika. Het team van Capello werd eerste in Groep 6, dat verder bestond uit Oekraïne, Kroatië, Wit-Rusland, Kazachstan en Andorra. Wayne Rooney sloot de WK-kwalificatiecampagne af als topschutter met 9 doelpunten. Op het WK werd Engeland ondergebracht in de poule van de Verenigde Staten, Algerije en Slovenië. Engeland speelde 1-1 gelijk tegen de Verenigde Staten na een flater van doelman Robert Green. In het tweede duel kwamen de Engelsen niet verder dan een scoreloos gelijkspel tegen Algerije. In de derde wedstrijd moest het team van Capello winnen van de Slovenen. Het werd uiteindelijk 0-1 na een goal van Jermaine Defoe. Engeland werd zo tweede in Groep C, na de Verenigde Staten. In de 1/8 finale nam Engeland het op tegen Duitsland. Engeland kwam 2-1 achter en zag dan hoe Frank Lampard van op zo'n 20 m raak trof. De bal vloog tegen de onderkant van de lat, belandde achter de doellijn, maar botste terug uit het doel. De assistent-scheidsrechter had niet opgemerkt dat de bal achter de doellijn was geweest en keurde het doelpunt niet goed. Nadien liep Duitsland uit tot 4-1.
Na het toernooi werd Capello's strenge aanpak bekritiseerd. Daarnaast kreeg de Italiaan ook kritiek omdat hij de oudere spelers te weinig inspraak had gegeven. De Britse pers bestempelde zijn 4-4-2 als ouderwets en stelde zich vragen bij Capello's keuze om Steven Gerrard op de linkerflank te posteren. Desondanks kondigde de Engelse voetbalbond op 2 juli 2010 aan dat hij bondscoach zou blijven.
Voor de kwalificatiecampagne voor het EK 2012 paste Capello zijn tactiek aan. De 4-4-2 werd omgevormd in een 4-3-3 en spelers als Rio Ferdinand en Steven Gerrard vielen buiten de selectie. Daarnaast benoemde Capello verdediger John Terry opnieuw tot aanvoerder. Toen Terry in februari 2012 beschuldigd werd van racisme, nam de voetbalbond zijn aanvoerdersband af. Capello was zwaar teleurgesteld in die beslissing en stapte op 8 februari 2012 op.

### Bondscoach Rusland
In juli 2012 werd Capello bondscoach van Rusland. De Italiaan volgde Dick Advocaat op. Op 15 oktober 2013 plaatste hij zich met Rusland voor het wereldkampioenschap 2014 in Brazilië. Op 16 november verlengde hij zijn contract met de Russische bond met twee jaar. De Italiaan bleef daardoor aan tot en met het wereldkampioenschap 2018 in Rusland. Op het WK werd Rusland uitgeschakeld in de groepsfase, na gelijke spelen tegen Zuid-Korea en Algerije en een nederlaag tegen het Belgisch voetbalelftal. Op 14 juni 2015 verloor Rusland met 0–1 van Oostenrijk in het kwalificatietoernooi voor het Europees kampioenschap 2016, de laatste interland onder leiding van Capello. De Russische voetbalbond maakte op 14 juli 2015 het opstappen van Capello bekend. Hij werd opgevolgd door Leonid Sloetski, die sinds 2009 actief was als trainer-coach van CSKA Moskou.

### Jiangsu Suning
Hij werd in 2017 trainer van deze Chinese club. Het eerste seizoen hield hij de club in de hoogste divisie, in zijn tweede seizoen werd hij eind maart 2018 na drie wedstrijden ontslagen.

## Erelijst
Als speler
 SPAL 1907
- Serie B (1): 1964/65

 AS Roma
- Coppa Italia (1): 1968/69

 Juventus
- Serie A (3): 1971/72, 1972/73, 1974/75

 AC Milan
- Serie A (1): 1978/79
- Coppa Italia (1): 1976/77

Als trainer
 AC Milan
- Serie A (4): 1991/92, 1992/93, 1993/94, 1995/96
- Supercoppa Italiana (3): 1992, 1993, 1994
- UEFA Champions League (1): 1993/94
- Europese Supercup (1): 1994

 Real Madrid
- Primera División (2): 1996/97, 2006/07

 AS Roma
- Serie A (1): 2001
- Supercoppa Italiana (1): 2001

Individueel
- Albo Panchina d'Oro: 1991/92, 1993/94, 1997, 2000/01
- Serie A Trainer van het Jaar: 2005
- BBC Sports Personality of the Year Coach Award: 2009
- Marca Leyenda: 2011
- Gran Galà del Calcio Critics' Award: 2011
- Hall of Fame van het Italiaans voetbal: 2013
- ESPN Grootste Trainer Aller Tijden (plek 20): 2013
- France Football Grootste Trainer Aller Tijden (plek 21): 2019
- World Soccer Grootste Trainer Aller Tijden (plek 24): 2013
- AIAC Football Leader Career Award: 2016
- AC Milan Hall of Fame

## Trivia
- Fabio Capello is de neef van oud-voetballer Mario Tortul.
- In 2013 werd hij opgenomen in de Hall of Fame van het Italiaans voetbal.